# Sindicato de oficio
Un sindicato de oficio, profesional o gremial es un conjunto trabajadores del mismo oficio que se unen para defender sus intereses.
Se diferencia del sindicato de ramo en que representa a trabajadores de un mismo oficio, como maestros, electricistas, fontaneros, etc., en lugar de trabajadores de diferentes oficios dentro de un mismo ramo de producción.
Características:
-tuvieron carácter clandestino
-no pudieron mejorar su situación
-fueron reemplazados por sindicatos de industria eléctrica.